# Swfdec
Swfdec est un logiciel libre et gratuit qui permet de lire les animations interactives Flash d'Adobe, pour l'instant sous les systèmes GNU/Linux et FreeBSD. Il est utilisable sous deux formes, comme application seule ou bien comme plugin pour les navigateurs web SeaMonkey ou Mozilla Firefox.
Son principal avantage face au lecteur officiel d'Adobe (originellement conçu par Macromedia) est qu'il peut fonctionner avec différentes architectures de processeur, notamment les processeurs 64 bit. Le fait qu'il soit un logiciel libre constitue un autre avantage pour de nombreux utilisateurs.
Il possède à l'heure actuelle de nombreuses fonctionnalités de la version 9 de Flash.
Il fait partie de Freedesktop.org. Son principal développeur actuel est Benjamin Otte.
Ce logiciel n'est plus maintenu depuis 2008.